# Savatie Baștovoi

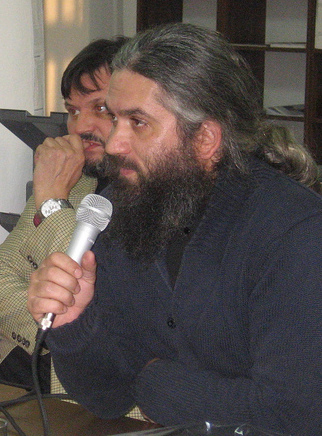
Savatie Baştovoi (2011)

Ștefan Baștovoi (* 4. August 1976 in Chișinău), bekannter unter seinem Mönchsnamen als Savatie Baștovoi (nach Sawwatij von Solowezki), ist ein moldawischer orthodoxer Priestermönch, Hegumen, Lyriker und Autor. 
Er wurde 1976 in eine atheistische Familie hineingeboren. Ab 1993 veröffentlichte Baștovoi Lyrik, Kurzprosa, Romanfragmente, Essays sowie journalistische Beiträge. Seit 1996 ist er Mitglied des moldawischen Schriftstellerverbandes. Im Jahr 1999 wurde er zum Mönch geschoren, 2000 zum Mönchsdiakon und 2002 zum Priestermönch geweiht. Vor seiner Mönchsweihe studierte Baștovoi von 1996 bis 1998 an der Philosophischen Fakultät der West-Universität Temeswar. Später lehrte er Ikonographie am Theologischen Seminar in Chișinău. 2006 gründete Savatie Baștovoi den Verlag Editura Cathisma. Zeitweise gehörte er dem Kloster Noul Neamț in Chițcani (Moldauisch-Orthodoxen Kirche) an. Heute lebt er in einer Einsiedelei (Schitul Adormirea Maicii Domnului; Gründung 2017) – deren Hegumen er ist – bei Oricova (Călărași), wo auch sein Elternhaus war.
Verschiedene seiner Bücher wurden in andere Sprachen übersetzt. So erschienen 2012 Iepurii nu mor und 2018 Invăţăturile unei prostituate bătrâne către fiul său handicapat im Französischen bei Editions Jacqueline Chambon (Actes Sud). Daneben wurden Nebunul ins Russische und Între Freud şi Hristos ins Mazedonische übersetzt.

## Auszeichnungen
- Preis des Schriftstellerverbandes der Republik Moldau (1996 Debütpreis und 2007 Preis für Essays)[2]
- Preis des Nationalen Buchsalon von Iaşi (1996)
- Preis der Fundaţiei Soros
- Preis der Zeitschrift Timpul
- Preis der Zeitschrift Convorbiri literare[4]

## Veröffentlichungen (Auswahl)
- Elefantul promis. ARC, Chişinău 1996, ISBN 9975928005.
- Cartea războiului. Marineasa, Timişoara 1997.
- Între Freud şi Hristos. Cathisma, Bucureşti 2008, ISBN 9786068272177. (Erstveröffentlichung 2001)
- Ortodoxia pentru postmodernişti. Cathisma, Bucureşti 2010, ISBN 978-9738844384. (Erstveröffentlichung 2001)
- Iepurii nu mor. Roman. Polirom, Iaşi, Bucureşti 2007, ISBN 978-9734607358. (Erstveröffentlichung 2002)
- Audienţă la un demon mut. Roman istorico-fantastic despre soarta Bisericii în vremurile de pe urmă. Cathisma, Bucureşti 2009, ISBN 978-9738844315.
- Fuga spre cîmpul cu ciori. Amintiri dintr-o copilărie ateistă. Cathisma, București 2012, ISBN 978-606-8272-03-0.

In deutscher Übersetzung
- Anti-Parenting. Die Wiederentdeckung der Elternschaft. Edition Hagia Sophia, Wachtendonk 2019, ISBN 978-3-96321-090-7.
- Der Teufel ist politisch korrekt. Roman. Edition Hagia Sophia, Wachtendonk 2019, ISBN 978-3-96321-025-9.
- Die weiße Eule oder: Die Lehren einer alten Prostituierten für ihren behinderten Sohn. Roman. Edition Hagia Sophia, Wachtendonk 2020, ISBN 978-3-96321-094-5.
- Gott für Frauen. Edition Hagia Sophia, Wachtendonk 2022, ISBN 978-3-96321-121-8.